# Mechanika tekutin
Mechanika tekutin (též mechanika kapalin a plynů) je část mechaniky, která se zabývá mechanickými vlastnostmi tekutin, tj. silami v kapalinách a plynech a pohybem kapalin a plynů (prouděním).
Tekutiny (tedy kapaliny a plyny) se na rozdíl od pevných látek vyznačují tekutostí, tedy schopností měnit svůj tvar a přizpůsobovat se tvaru nádoby, v níž se nachází. Schopnost tekutin téci je pro různé látky různá a je závislá na jejich vnitřním tření (viskozitě).

## Rozdělení
Část mechaniky tekutin zabývající se kapalinami se nazývá hydromechanika (hydraulika) a část zabývající se plyny se nazývá aeromechanika (pneumatika). Velké množství zákonitostí mechaniky tekutin je možné aplikovat i v těchto oblastech.
K přesnějšímu roztřídění jevů patřících do mechaniky tekutin lze tento obor rozdělit na hydrostatiku, aerostatiku, hydrodynamiku a aerodynamiku.

## Pomocné pojmy
Ideální kapalina – Ideální plyn – Skutečná kapalina (Reálná kapalina) – Skutečný plyn (Reálný plyn) – Tekutost – Vnitřní tření
Hydrostatika
Hydrostatická tlaková síla – Hydrostatický tlak – Spojené nádoby – Hydrostatický paradoxon – Vztlaková síla – Archimédův zákon – Plování těles – Pascalův zákon
Aerostatika
Atmosférický tlak – Podtlak – Přetlak – Manometr – Barometr – Aneroid – Barograf – Normální atmosférický tlak
Hydrodynamika
Proudění – Ustálené proudění – Proudnice – Laminární proudění – Turbulentní proudění – Objemový průtok – Rovnice kontinuity – Tlaková potenciální energie – Bernoulliho rovnice – Hydrodynamický paradox – Navierova–Stokesova rovnice
Aerodynamika
Odpor prostředí – Odporová síla – Součinitel odporu – Aerodynamický tvar – Aerodynamická vztlaková síla – Coandův efekt

## Veličiny
Hydrostatická tlaková síla – Hydrostatický tlak – Vztlaková síla – Objemový průtok – Odporová síla – Viskozita